# Dewszirme
Dewszirme (z tur. devşirmek - zbierać, wybierać) – okresowy, niedobrowolny pobór chłopców pochodzących ze społeczności chrześcijańskich imperium osmańskiego do wojsk sułtańskich lub administracji.